# Христо Кузманов
Христо Кузманов Константинов е български революционер, деец на Вътрешната македоно-одринска революционна организация.

## Биография
Кузманов е роден в 1873 година в костурското село Прекопана, тогава в Османската империя, днес Перикопи, Гърция. Влиза във ВМОРО и до 1902 година е легален член, като изпълнява куриерски задачи до околните села: Загоричани, Сребрено, Черешница, Блатца, Бабчор, Вишени. Посреща и съпровожда районната чета. При афера в 1902 година става нелегален и влиза в костурската районна чета на Васил Чекаларов.
През Илинденско-Преображенското въстание е в отряда на Иван Попов и взима участие в нападението на Билища, превземането на градеца Невеска и голямото сражение в планината Върбица над село Загоричани и сражението при Порта на планината Вич.
След разгрома на въстанието емигрира в Свободна България. На 14 април 1943 година, като жител на Варна, подава молба за българска народна пенсия, която е одобрена и пенсията е отпусната от Министерския съвет на Царство България.